# Leediküla
Leediküla – wieś w Estonii, w prowincji Lääne, w gminie Taebla.